# Чалпы
Чалпы́ (тат. Чалпы) — село в Азнакаевском районе Республики Татарстан Российской Федерации. Административный центр Чалпинского сельского поселения.

## Этимология
Топоним произошел от гидронима «Чалпы».

## Географическое положение
Село расположено в Восточном Закамье на реке Наратлы, в 21 км к северу от города Азнакаево.

## История
Основано башкирами-вотчинниками-юрмийцами в начале XVIII века.
Вплоть до 1860-х годов население относилось к сословиям башкир-припущенников, служилых и ясачных татар. 
Сведения о селе уходят вглубь истории. В 1772 году «башкирец Ногайбак Асянов отдал в содержание крестьянину Михаиле Иванову сыну Кусакину мельницу, впредь на 30 лет по исчислению всего 30 руб.».
В материалах IV ревизии (1782 г.) в деревне Чалпы были учтены 23 ревизские души тептярей команды Аитмамбета Ишметева , а также 5 душ мужского пола ясачных татар.
В 1795 году были учтены 23 башкира-вотчинника, 47 служилых и ясачных татар, а также 280 тептярей. В 1816 году были учтены башкиры-вотчинники (33 душ мужского пола), а также «припущенных башкирами по договорам и безоброчно» 79 душ тептярей мужского пола, ясачных и торговых татар.
В 1834 году (VIII ревизия) в селе были учтены 133 башкира-припущенника и 154 ревизские души тептярей, проживавшими «по припускному договору с башкирами-вотчинниками 1740 года».
В «Списке населенных мест по сведениям 1859 года», изданном в 1864 году, населённый пункт упомянут как казённая и башкирская деревня Чалпы 1-го стана Бугульминского уезда Самарской губернии. Располагалась при речке Чалпинке, в 65 верстах от уездного города Бугульмы и в 52 верстах от становой квартиры в казённой и башкирской деревне Альметева (Альметь-муллина). В деревне в 120 дворах жили 706 человек (355 мужчин и 351 женщина). Были 2 мечети.
По «Сведениям о мечетях 1876 года», в селе действовали 3 соборные мечети (с 1726, 1812 и 1814 гг.). «Сведения земского учёта 1900—1901 годов» показали всех жителей тептярями в 569 дворах.

## Население
Количество жителей по годам
| 1795 | 1859 | 1889 | 1897 | 1910 | 1920 | 1926 | 1938 | 1949 | 1958 | 1970 | 1979 | 1989 | 2002 | 2010 | 2015 |
| ---- | ---- | ---- | ---- | ---- | ---- | ---- | ---- | ---- | ---- | ---- | ---- | ---- | ---- | ---- | ---- |
| 350  | 706  | 2825 | 2885 | 3518 | 3678 | 2322 | 1382 | 1378 | 1457 | 1488 | 1236 | 1038 | 935  | 818  | 862  |

Национальный состав
Согласно результатам переписи 2002 года, в национальной структуре населения татары составили 97 %.

## Инфраструктура
В селе семь улиц: Гагарина, Казанская, Ленина, Молодёжная, Новая, Садовая, Центральная.

## Религиозные объекты
В 1989 году в здании бывшей школы была открыта мечеть, в 2008 году была построена мечеть «Гирфан».

### Комментарии
1. ↑  Расстояние измерено с помощью инструментария Яндекс.Карты